# Plagiostomum striatum
Plagiostomum striatum är en plattmaskart som beskrevs av Westblad 1956. Plagiostomum striatum ingår i släktet Plagiostomum, och familjen Plagiostomidae. Arten är reproducerande i Sverige.